# Sidymella hirsuta
Sidymella hirsuta es una especie de araña del género Sidymella, familia Thomisidae.

## Distribución
Esta especie se encuentra en Australia (Queensland).

## Taxonomía
Fue descrita por L. Koch en 1874.
Tratamiento taxonómico
La especie aparece registrada y publicada en Die Arachniden Australiens, nach der Natur beschrieben und abgebildet [Erster Theil, Lieferung 10-11]. Bauer & Raspe, Nürnberg 473–576, pl. 36–44.